# Список премьер-министров Кабо-Верде
Список премьер-министров Кабо-Верде включает лиц, возглавлявших правительство страны с момента создания в 1974 году переходного правительства португальской заморской провинции.
В настоящее время правительство страны возглавляет Премьер-министр (порт. Primeiro-ministro), чьё положение в системе государственной власти определяет конституция, обнародованная в 1980 году. Посвящённые Правительству статьи 196—220 устанавливают, что премьер-министра назначает президент и поручает ему сформировать состав Совета министров. Премьер-министр председательствует на заседаниях правительства, координирует и контролирует его деятельность, распределяет полномочия между членами кабмина, следит за функционированием государственных служб, подписывает постановления правительства и приступает к их исполнению.
Использованная в первом столбце таблиц нумерация является условной; также условным является использование в первом столбце цветовой заливки, служащей для упрощения восприятия принадлежности лиц к различным политическим силам без необходимости обращения к столбцу, отражающему партийную принадлежность. В столбце «Выборы» отражены состоявшиеся выборные процедуры, сформировавшие состав парламента, утвердившего состав правительства или поддержавшего его. Для удобства список разделён на принятые в историографии периоды истории страны. Приведённые в преамбулах к каждому из разделов описания этих периодов призваны пояснить особенности её политической жизни.

## Заморская провинция Кабо-Верде (автономия, 1974—1975)
После победы в апреле 1974 года португальской «революции гвоздик» начались переговоры представителей Африканской партии независимости Гвинеи и Кабо-Верде (ПАИГК) с новым руководством метрополии, которые увенчались подписанием соглашения о создании переходного правительства Заморской провинции Кабо-Верде (порт. Província Ultramarina de Cabo Verde), сформированного 31 декабря из 3 представителей ПАИГК и 3 португальских военных. 30 июня 1975 года были проведены выборы в Национальное собрание, и 5 июля острова официально стали независимым государством — «Республикой Кабо-Верде».
|        | Портрет | Имя (годы жизни) | Полномочия      | Полномочия  | Партия                                               | Пр.   |
| Начало | Портрет | Имя (годы жизни) | Окончание       |             | Партия                                               | Пр.   |
| ------ | ------- | --- | --------------- | ----------- | ---------------------------------------------------- | ----- |
|        |         | Висенте Мануэл де Мора Котинью де Алмейда д’Эса (1918—2019) порт. Vicente Manuel de Moura Coutinho de Almeida d’Eça | 31 декабря 1974 | 5 июля 1975 | военный                                              | [ 4 ] |
|        |         | Жозе Мануэл Ваш Барроку (?—?) порт. José Manuel Vaz Barroco                                                         | 31 декабря 1974 | 5 июля 1975 | военный                                              | [ 4 ] |
|        |         | Вашку Фернанду де Мелу Вилтон Перейра (?—?) порт. Vasco Fernando de Melo Wilton Pereira                             | 31 декабря 1974 | 5 июля 1975 | военный                                              | [ 4 ] |
|        |         | Карлуш Нуньеш Фернандеш душ Рейс (1946—) порт. Carlos Nunes Fernandes dos Reis                                      | 31 декабря 1974 | 5 июля 1975 | Африканская партия независимости Гвинеи и Кабо-Верде | [ 4 ] |
|        |         | Амару Александре да Луш (1934—2019) порт. Amaro Alexandre da Luz                                                    | 31 декабря 1974 | 5 июля 1975 | Африканская партия независимости Гвинеи и Кабо-Верде | [ 4 ] |
|        |         | Мануэл да Пайшану душ Сантуш Фаустину (1948—) порт. Manuel da Paixão dos Santos Faustino                            | 31 декабря 1974 | 5 июля 1975 | Африканская партия независимости Гвинеи и Кабо-Верде | [ 4 ] |

## Республика Кабо-Верде (с 1975)
5 июля 1975 года заморская провинция Кабо-Верде официально стала независимым государством — Республикой Кабо-Верде (порт. República de Cabo Verde). Первым премьер-министром страны стал представитель ПАИГК Педру Пиреш. Конституция 1980 года предусматривала будущее объединение Кабо-Верде с Гвинеей-Бисау и закрепляла однопартийную систему, однако военный переворот в последней привёл к расколу ПАИГК. В январе 1981 года бывшая региональная организация партии в Кабо-Верде образовала Африканскую партию независимости Кабо-Верде (ПАИКВ), а положения о союзе с Гвинеей-Бисау были исключены из конституции. В 1990 году была введена многопартийная система. На выборах в январе 1991 года победило созданное годом ранее «Движение за демократию» (МпД), премьер-министром стал его представитель Карлуш Вейга. 25 сентября 1992 года вступила в силу новая редакция конституции, закрепившая политический плюрализм.
Курсивом и серым цветом выделены даты начала и окончания полномочий Антониу Гуалберту ду Розариу Алмады, временно замещавшего Карлуша Вейгу, ушедшего в отпуск для возможности участия в предвыборной кампании.
|           | Портрет                                     | Имя (годы жизни)                                                                             | Полномочия     | Полномочия     | Партия                                               | Выборы      | Пр.           |
| Начало    | Портрет                                     | Имя (годы жизни)                                                                             | Окончание      |                | Партия                                               | Выборы      | Пр.           |
| --------- | ------------------------------------------- | -------------------------------------------------------------------------------------------- | -------------- | -------------- | ---------------------------------------------------- | ----------- | ------------- |
| 1 (I—III) |                                             | Педру Верона Родригеш Пиреш (1934—) порт. Pedro Verona Rodrigues Pires                       | 8 июля 1975    | 4 апреля 1991  | Африканская партия независимости Гвинеи и Кабо-Верде | 1975        | [ 6 ] [ 7 ]   |
|           | Африканская партия независимости Кабо-Верде | Педру Верона Родригеш Пиреш (1934—) порт. Pedro Verona Rodrigues Pires                       | 8 июля 1975    | 4 апреля 1991  | 1980                                                 |             | [ 6 ] [ 7 ]   |
| 1985      | Африканская партия независимости Кабо-Верде | Педру Верона Родригеш Пиреш (1934—) порт. Pedro Verona Rodrigues Pires                       | 8 июля 1975    | 4 апреля 1991  |                                                      |             | [ 6 ] [ 7 ]   |
| 2 (I—II)  |                                             | Карлуш Алберту Ванон де Карвалью Вейга (1949—) порт. Carlos Alberto Wahnon de Carvalho Veiga | 4 апреля 1991  | 5 октября 2000 | Движение за демократию                               | 1991        | [ 8 ] [ 9 ]   |
| 2 (I—II)  | 1995                                        | Карлуш Алберту Ванон де Карвалью Вейга (1949—) порт. Carlos Alberto Wahnon de Carvalho Veiga | 4 апреля 1991  | 5 октября 2000 | Движение за демократию                               |             | [ 8 ] [ 9 ]   |
| и. о.     |                                             | Антониу Гуалберту ду Розариу Алмада (1950—) порт. António Gualberto do Rosário Almada        | 29 июля 2000   | 5 октября 2000 | Движение за демократию                               | [ комм. 3 ] | [ 10 ]        |
| 3         | 5 октября 2000                              | Антониу Гуалберту ду Розариу Алмада (1950—) порт. António Gualberto do Rosário Almada        | 1 февраля 2001 | 1995           | Движение за демократию                               |             | [ 10 ]        |
| 4 (I—III) |                                             | Жозе Мария Перейра Невеш (1960—) порт. José Maria Pereira Neves                              | 1 февраля 2001 | 8 марта 2006   | Африканская партия независимости Кабо-Верде          | 2001        | [ 11 ] [ 12 ] |
| 4 (I—III) | 8 марта 2006                                | Жозе Мария Перейра Невеш (1960—) порт. José Maria Pereira Neves                              | 21 марта 2011  | 2006           | Африканская партия независимости Кабо-Верде          |             | [ 11 ] [ 12 ] |
| 4 (I—III) | 21 марта 2011                               | Жозе Мария Перейра Невеш (1960—) порт. José Maria Pereira Neves                              | 22 апреля 2016 | 2011           | Африканская партия независимости Кабо-Верде          |             | [ 11 ] [ 12 ] |
| 5 (I—II)  |                                             | Жозе Улисеш де Пина Коррея-и-Силва (1962—) порт. José Ulisses de Pina Correia e Silva        | 22 апреля 2016 | 20 мая 2021    | Движение за демократию                               | 2016        | [ 13 ] [ 14 ] |
| 5 (I—II)  | 20 мая 2021                                 | Жозе Улисеш де Пина Коррея-и-Силва (1962—) порт. José Ulisses de Pina Correia e Silva        | действующий    | 2021           | Движение за демократию                               |             | [ 13 ] [ 14 ] |